# Pastuchov

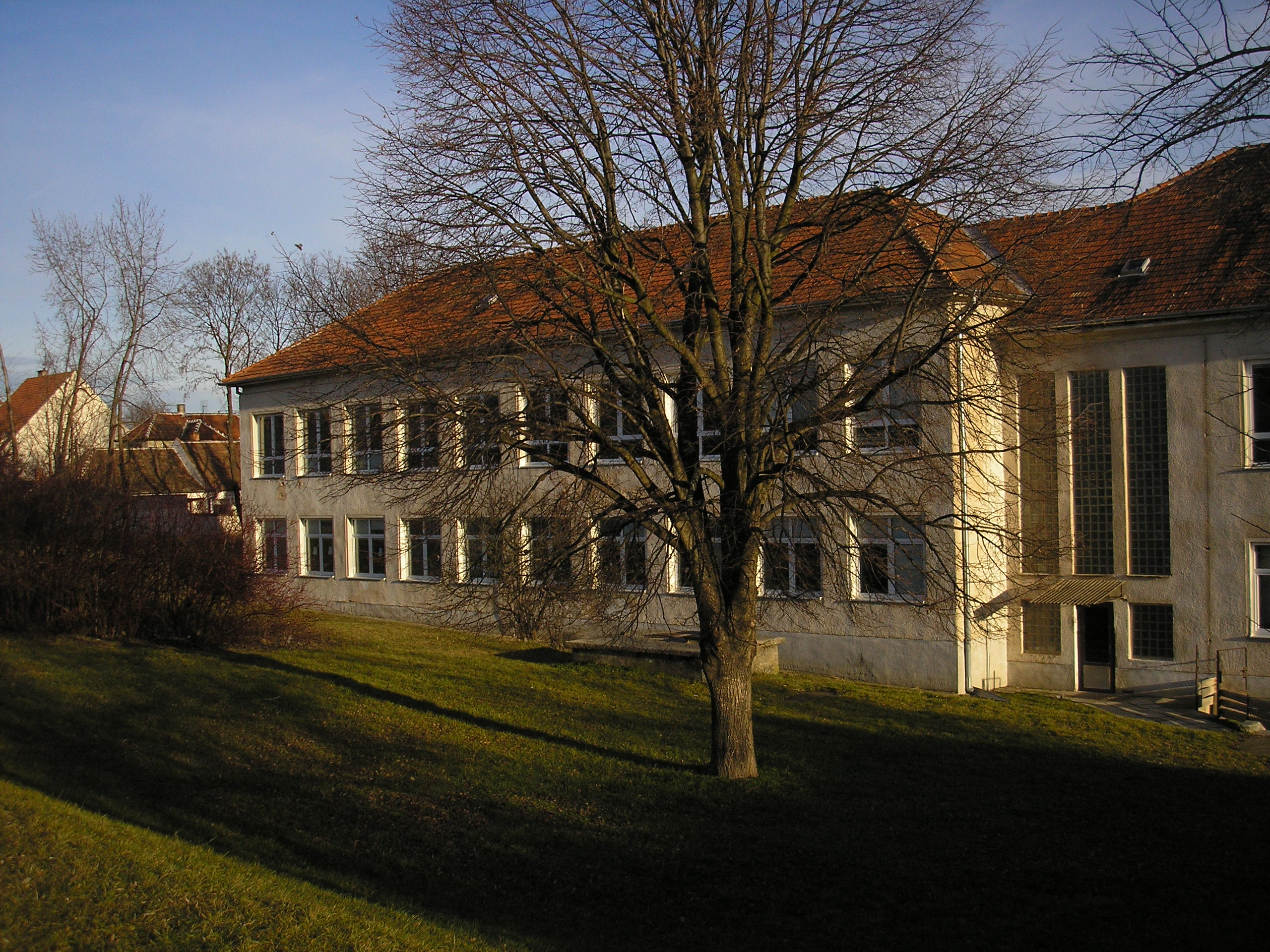
Pastuchov

Pastuchov (Hongaars: Nyitrapásztó) is een Slowaakse gemeente in de regio Trnava, en maakt deel uit van het district Hlohovec.
Pastuchov telt 1.001 inwoners.